# Benthesicymus cereus
Benthesicymus cereus är en kräftdjursart som beskrevs av Martin D. Burkenroad 1936. Benthesicymus cereus ingår i släktet Benthesicymus och familjen Benthesicymidae. Inga underarter finns listade i Catalogue of Life.